# Хшанув (Свентокшиське воєводство)
Хшанув (пол. Chrzanów) — село в Польщі, у гміні Пацанув Буського повіту Свентокшиського воєводства.
Населення — 248 осіб (2011).
У 1975-1998 роках село належало до Келецького воєводства.

## Демографія
Демографічна структура на день 31 березня 2011 року:
|          | Загалом | Допрацездатний вік | Працездатний вік | Постпрацездатний вік |
| -------- | ------- | ------------------ | ---------------- | -------------------- |
| Чоловіки | 112     | 19                 | 72               | 21                   |
| Жінки    | 136     | 38                 | 66               | 32                   |
| Разом    | 248     | 57                 | 138              | 53                   |